# Lucien Le Cam
Lucien Marie Le Cam (Croze, 18 de noviembre de 1924-Berkeley, 25 de abril de 2000) fue un matemático y estadístico francés radicado en Estados Unidos.

## Biografía

### Primeros años
Nació el 18 de noviembre de 1924 en Croze, Francia. Sus padres eran agricultores y no podían costearle una educación superior; su padre murió cuando tenía 13 años. Después de graduarse de una escuela católica en 1942, comenzó a estudiar en un seminario en Limoges, pero abandonó inmediatamente al enterarse de que no se le permitiría estudiar química allí. Continuó sus estudios en un liceo donde no se enseñaba química, pero sí matemáticas. Posteriormente se trasladó a París, donde comenzó a estudiar en la Universidad de París, graduándose en 1945 con el título de licenciado en ciencias.

### Carrera
Trabajó durante cinco años en una empresa hidroeléctrica, mientras se reunía en la Universidad de París para un seminario semanal sobre estadística. En 1950, fue invitado a convertirse en instructor en la Universidad de California en Berkeley y llegó con el plan original de quedarse allí un año con licencia de su puesto de servicio. Un año más tarde conoció a su futura esposa (Louise Romig, la hija del estadístico Harry Romig), por lo que decidió quedarse más tiempo y fue admitido en el programa de doctorado. Obtuvo su doctorado en 1952, fue nombrado profesor asistente en 1953 y continuó trabajando en Berkeley (excepto por un año en Montreal) después de su jubilación en 1991 hasta su fallecimiento.

#### Contribuciones
Fue la figura principal desde 1950 hasta 1990 en el desarrollo de la teoría asintótica general abstracta en estadística matemática. Es más conocido por los conceptos generales de normalidad asintótica local y contigüidad, y por desarrollar una teoría métrica de experimentos estadísticos, relatada en su obra magna de 1986 Métodos asintóticos en la teoría de decisiones estadística. 
De igual forma introdujo la deficiencia de comparar dos modelos estadísticos y la distancia de Le Cam lleva su nombre.

## Publicaciones seleccionadas
- Le Cam, Lucien (1986). Asymptotic Methods in Statistical Decision Theory. Springer-Verlag.
- Le Cam, Lucien; Yang, Grace Lo (2000). Asymptotics in statistics: some basic concepts. Springer. ISBN 0-387-95036-2.
- Le Cam, Lucien (1990). «Maximum likelihood — an introduction». ISI Review 58 (2): 153-171. doi:10.2307/1403464.

## Otras fuentes
- Lehmann, E. L. (1997). «Le Cam at Berkeley».  En Pollard, David; Torgersen, Erik, eds. Festschrift for Lucien Le Cam. Springer. pp. 297-304. doi:10.1007/978-1-4612-1880-7_18.
- Stigler, Stephen M. (2007). «The Epic Story of Maximum Likelihood». Statist. Sci. 22 (4): 598-620. arXiv:0804.2996. doi:10.1214/07-STS249.
- Yang, Grace L. (1999). «A Conversation with Lucien Le Cam». Statistical Science 14 (2): 223-241. doi:10.1214/ss/1009212249.

- Datos: Q3265601